# Jelenje
Jelenje je općina u Hrvatskoj. Nalazi se u Primorsko-goranskoj županiji.

## Zemljopis
Općina Jelenje nalazi se na sjeverozapadnome dijelu hrvatskoga Primorja, od Rijeke je udaljena 15, od Opatije 20 km. Prostire se na 142 četvorna km krškoga terena, na prosječnoj nadmorskoj visini od 300 m. Klima je mediteransko-kontinentalna. Svaki dan u godini ima prosječno 7 sunčanih sati. Prosječna godišnja temperatura zraka iznosi 12 °C, a godišnji prosjek oborina je 1700 mm. Glavni vjetrovi su bura i jugo. 
U općini Jelenje živi više od 5300 stanovnika, ima 17 naselja, a najveće su Dražice u kojima je i općinsko sjedište. Govor autohtonoga stanovništva je grobnička čakavština koja je 2011. godine proglašena zaštićenim nematerijalnim kulturnim dobrom Republike Hrvatske.

## Prirodne ljepote

##### Rječina
Biser grobničkoga kraja. Tipična krška rijeka dubokih kanjona i brojnih brzaca. Izvire podno brda Kičelj, dugačka je 18 km, široka do 16 metara. U Jadransko se more ulijeva u Rijeci koju od 1915. godine opskrbljuje pitkom vodom. Od 1985. godine kanjon Rječine proglašen je zaštićenim objektom prirode.

##### Grobničke Alpe
Uz rubove grobničkoga polja uzdiže se tridesetak planinskih vrhova. To su Grobničke Alpe. Izdvajamo Hahlić s kojega se, na 1100 metara nadmorske visine, pruža predivan pogled na Kvarner. Hahlić ima planinarski dom, najstariji u Hrvatskome primorju,  koji je, nakon temeljite obnove, Hrvatski planinarski savez 2010. godine proglasio najboljim u Hrvatskoj.

## Stanovništvo
Prema zadnjemu popisu stanovništva iz 2012. godine, općina Jelenje imala je 5321 stanovnika, raspoređenih u 17 naselja:
- Baštijani – 18
- Brnelići – 84
- Drastin – 17
- Dražice – 2096
- Jelenje – 429
- Kukuljani – 86
- Lopača – 86
- Lubarska – 115
- Lukeži – 191
- Martinovo Selo – 116
- Milaši – 76
- Podhum – 1421
- Podkilavac – 334
- Ratulje – 114
- Trnovica – 47
- Valići – 1
- Zoretići – 90

### Poznate osobe
- Augustin Juretić, hrvatski katolički svećenik, novinar i političar

| broj stanovnika | 3333  | 3105  | 3339  | 3716  | 3963  | 4203  | 4212  | 4733  | 3545  | 3769  | 4129  | 4562  | 4416  | 4584  | 4877  | 5344  | 5096  |
|                 | 1857. | 1869. | 1880. | 1890. | 1900. | 1910. | 1921. | 1931. | 1948. | 1953. | 1961. | 1971. | 1981. | 1991. | 2001. | 2011. | 2021. |

| broj stanovnika | 404   | 364   | 377   | 390   | 446   | 463   | 449   | 516   | 462   | 486   | 487   | 462   | 411   | 408   | 410   | 425   | 395   |
|                 | 1857. | 1869. | 1880. | 1890. | 1900. | 1910. | 1921. | 1931. | 1948. | 1953. | 1961. | 1971. | 1981. | 1991. | 2001. | 2011. | 2021. |

## Tradicija

##### Grobničke mlikarice
U prošlome je stoljeću Grobnišćina bila poznata po mlikaricama – ženama koje su, da bi pomogle prehraniti svoje mnogobrojne obitelji, uz sve ostale teške poslove, još i prodavale mlijeko u Rijeci. Nosile su ga svakodnevno, ljeti i zimi, pješice, u ruksaku, 15 do 20 litara svaka od njih. Bilo je mlikarica koje su mlijeko nosile čak 60 godina. To znači da je svaka od njih 10 puta pješice obišla Zemlju oko polutnika i na leđima iznijela više od 400 tisuća litara mlijeka! Njima u spomen središnji općinski trg nosi ime Trg mlikarice, a svake se godine održava se i manifestacija Feral ki je pustil sinjal, posvećena tim požrtvovnim ženama.

##### Gašparov mlin i kovačija
Ni grobničkim ocima nekada nije bilo lako, premda se spretne i žuljevite težačke ruke nisu bojale posla. Iako su stari zanati mahom nestali, neki su ipak sačuvani, uglavnom kao turistička atrakcija. Tako u Martinovom Selu i danas radi Gašparov mlin, jedini preostali u cijeloj Primorsko-goranskoj županiji.Izgrađen je prije 350 godina, ali još odolijeva „zubu vremena“ pa mu je 2005. i 2006. godine županijska Turistička zajednica dodijelila nagrade za očuvanje spomeničke baštine.

##### Kovačija
U Dražicama pak više od 70 godina postoji kovačija. U njoj je sačuvana autohtonost prostora i alata pa uz praktičnu, kovačija danas ima i iznimnu kulturno-povijesnu i turističku vrijednost.

##### Zavičajni muzej
Zavičajni muzej jedini je muzej u općini Jelenje, a otvoren je 2007. godine u Martinovom Selu. Ima više od 500 izložaka koji ponosno svjedoče o bogatoj grobničkoj povijesti. U muzeju su uređene starinska spavaća soba i kuhinja, kakve su na Grobnišćini bile u 18. stoljeću, dok se u izložbenoj sobi nalaze brojni stari uporabni predmeti, alati, narodne nošnje…Etnografski se muzej kontinuirano obogaćuje novim izlošcima.

##### Crkva sv. Mihovila u Jelenju
Župna crkva sv. Mihovila najstariji je i najveći objekt povijesno – kulturnog značenja u Općini Jelenje. Sama Župa Jelenje nastala je od kaptolske župe Grad Grobnik 1790. godine, a do tada se bogoslužje obavljalo u manjoj kapeli sv. Mihovila, na mjestu današnje crkve na vrhu brijega zvanog Gorica, oko koje je bilo i mjesno groblje. 1733. godine prvi puta se spominje kao filijala župe sv. Filipa i Jakova Grada Grobnika, a prvi i najstariji spomenik kapele potječe iz 1604. godine. Iz te godine sačuvano je najmanje zvono koje se nalazilo na kapeli obnovljenoj vjerojatno nakon provale Turaka 1601. godine. Zvono je saliveno u Ljubljani na čast sv. Mihovilu, stajalo je i u kapeli sv. Roka na groblju a 2004. godne pri obnovi zvonika vraćeno je na mjesto gdje je vjerojatno bilo u početku.
Izgradnjom župne crkve, groblje je moralo biti preseljeno, a novo je izgrađeno 1803. godine u Jelenju, te se koristi danas. Groblje je proširio župnik Lusser i izgradio kapelicu sv. Roka ispod koje je i svećenička grobnica. Crkva je i tada bila premala za 1.500 ljudi, koliko je imala novoosnovana župa Jelenje, te je 1812. počela gradnja nove, već treće crkve na istoj lokaciji. Tada su izgrađene pokrajnje lađe, a crkva je dovršena 1821. godine. Još je 1870. proširen glavni oltar, inače rad kipara Jakova Contieria. Blagdan sv. Mihovila, zaštitnika župe, ujedno se slavi i kao Dan Općine Jelenje, 29. rujna.
Pokrajnji oltar u crkvi posvećeni u sv. Stjepanu (1838.) i sv. Marinu i Majci Božjoj (1756.). Propovjedaonica u crkvi rad je riječkog kapucina Serafina, a orgulje su rad zagrebačkog majstora Heferera iz 1895. godine. 1929. Crkvu je oslikao Antun Talatim, riječki soboslikar. Proteklih nekoliko godina uređeni su zvonik i pročelje, obnovljen krov te provedena temeljita sanacija. Kod obnove su pronađeni i ostaci ranije crkve, te otkrivena dva prozorčića na pročelju, po kojima se može utvrditi da je crkva izvorno sagrađena u 16. stoljeću.
Na području Grobnišćine pronađena su i svjedočanstva o nastanjenosti još u predhistorisko i rimsko doba, artefakti s glagoljskim pismom, a područjem Općine Jelenje prolazi i drevni granični zid – tzv. limes, koji je djelio Istočno i Zapadno Rimsko Carstvo. U spomenike graditeljske baštine ubraja se i zgrada zdravstvene ustanove u Lopači, koju su prvotno, 1639. podigli Isusovci, a na većini raskrižja još stoje kapelice koje su posljednjih godina obnovljene.

##### Spomenik Podhumskim žrtvama
Tijekom Prvog svjetskog rata Grobnišćina je pod talijanskom okupacijom, potom postaje dio Kraljevine Jugoslavije. Drugi je svjetski rat i Grobnišćini donio mnogo stradanja pod talijanskom okupacijom – 1942. godine dogodio se jedan od najvećih ratnih zločina na širem području. Žrtvom su bili naselje Podhum, tada najveće grobničko selo, i neka okolna naselja – strijeljano je stotinjak muškaraca, 889 osoba internirano je, spaljeno je 320 kuća. U Podhumu je u spomen na 12. srpnja 1942. godine podignut veleban spomenik koji dominira krajem. Područje današnje Općine Jelenje u novijoj je povijesti bilo vezano uz susjednu Rijeku, kao centar čitavoga područja, a od osamostaljenja Hrvatske i promjena u teritorjalnom ustroju, na području Grobnišćine osnovane su dvije općine – Jelenje i Čavle.

## Zdravlje i rekreacija

##### Biciklističke staze i šetnice
Veći dio teritorija općine Jelenje je netaknuti prirodni krajolik pa je to područje omiljeno odredište svih ljubitelja prirode, planinara, lovaca, ribiča, rekreativaca, sportaša. Kako bi upoznali mnogobrojne čari prirode, u Općini je uređeno 50-ak kilometara biciklističkih staza. Tu su i šetnice, a najpoznatija je ona od izvora Rječine do grada Rijeke, dugačka nešto manje od 20 kilometara.  

##### Rekreativno i terapijsko jahanje
Rekreativno, terapijsko i sportsko jahanje organizirano je na čak dvije lokacije: u Konjičkome klubu Vodičajna u Lukežima te u Konjičkom centru Linčetovo u Lopači.

##### Kuglana u Dražicama
Kuglana se nalazi u samom centru Dražica (Trg Mlikarice), na katu iznad poslovnih prostora. Sadrži četiri kuglačke staze. Na galeriji se nalaze tribine sa 64 sjedećih mjesta za gledatelje.

##### Automodrom Grobnik
Od 1978. godine na Grobničkom polju, postoji trkaća staza – Automotodrom Grobnik. Od ožujka do prosinca ovdje se organiziraju europske i svjetske utrke motocikala, motocikala s prikolicom i sportskih automobila. Tu dolaze i mnogobrojni profesionalni timovi iz Hrvatske i cijele Europe na testiranja i treninge. Za vrijeme open daysa stazu mogu upoznati i amateri. U neposrednoj blizini piste nalazi se spotski aerodrom na kojem se organiziraju aeromitinzi te škole letenja, padobranstva i paraglidinga. Turisti ovdje mogu uživati i u panoramskom letu koji organizira Jedriličarski klub „Krila Kvarnera“.

## Gastronomija
Nekada se na Grobnišćini nije živjelo lako. Štedjelo se gdje god se moglo, pa tako i na hrani. Ipak, jelo se zdravo i uglavnom domaće. Mnoga tradicionalna jela sačuvana su do danas.Za ovu prigodu izdvajamo jedno: iznikli iz te štedljive tradicije, na vrhu autohtonog jelovnika danas su grobnički sir i palenta kompirica, sada kao poslastica i vrhunski gastro užitak.
Štoviše, u čast tom najpoznatijem grobničkom jelu pokrenut je i Festival palente i sira, atraktivna manifestacija na kojoj se kuha palenta od 500 kg i okupi nekoliko tisuća ljubitelja te slasne delicije.
Restorani: Ugostiteljski obrt Rječina (Dražice, Dom kulture)i Bistro picerija Enigma (Dražice, Trg mlikarice)

## Umjetnost

##### Margareta Krstić
Najpoznatija umjetnica s područja općine Jelenje je Margareta Krstić iz Podkilavca, slikarica i keramičarka. Međunarodni je ugled stekla svojim keramičkim figuricama koje stvara u tri tematska ciklusa: Kako su živjeli i oblačili se naši stari, Jaslice te Marijanski ciklus. Uz Hrvatsku, izlagala je i u Italiji, Poljskoj, Srbiji, Sloveniji, New Yorku… Na Trgu mlikarice, u prostoru do Privredne banke Zagreb, nalazi se njezin stalni izložbeni postav. Dobitnica je godišnje nagrade Općine Jelenje za 2010. godinu, 2012. osvojila je nagradu za najboljeg stranog izlagača na izložbi 100 jaslica u Rimu, a vlasnica je i mnogih drugih međunarodnih priznanja.

## Turistički kapaciteti
Na području općine Jelenje 13 je registriranih privatnih iznajmljivača, od kojih dvoje imaju i oznaku kvalitete Kvarner family što podrazumijeva minimalno tri zvjezdice za prostor koji se iznajmljuje, uređen okoliš, standardizirano opremanje interijera, osigurana parkirna mjesta i druge pogodnosti za goste.

## Manifestacije

##### Mihoja
Proslava 29. rujna, Dana Općine i Sv. Mihovila, zaštitnika župe Jelenje. Tijekom cijeloga mjeseca organiziraju se mnoga kulturna, zabavna i sportska događanja, a dodjeljuju se i općinske godišnje nagrade. Mihoja se obilježava i svečanim misnim slavljem u župnoj crkvi u Jelenju, inače zaštićenom spomeniku kulture.

##### Festival palente i sira
Turističke zajednice općina Jelenje i Čavle pokrenule su 2007. godine manifestaciju FESTIVAL PALENTE I SIRA, koja iz godine u godinu privlači sve veći broj ljudi na Grobnik. Oduvijek su Grobničani znali uživali u palenti i siru, nekad zbog siromaštva (jer je to bilo jedino što su imali), danas iz čistoga gušta. Središnji i najatraktivniji događaj Festivala je kuhanje palente od 500 kilograma u pinjati od 700 litara koju s palentarima veličine vesla miješaju vrijedni kuhari. Gotova palenta istrese se na drveni tanjur (taruj) promjera 3 metra. Za manipulaciju pinjatom koristi se čak i posebno napravljena dizalica! Istodobno, u neposrednoj se blizini pokazuje replika čobanskoga konaka s ovcama i proizvodnja sira u prirodi, mlikarice tepu škorup, rade putar, tope maslo, a svi posjetitelji mogu uživati i u vožnji kočijom, sve to kako bi se očuvala i posjetiteljima približila bogata tradicija grobničkoga kraja.

##### Grobnišćina zvoni
Nekada je Grobnišćina bila stočarski kraj. Kako bi zaštitili svoja stada ovaca i goveda od napada divljih zvijeri, imućniji su vlasnici stada unajmljivali posebne nadničare. Ogrnuti ovčjom kožom i s „krabujun“ na glavi (kosti glave bika ili brava),  oni su obilazili stada, a buka zvona (dondola) koja su nosili oko pasa plašila je nasrtljive zvijeri. Legenda kaže da su zvonjavom (dondolanjem) također tjerali zimu i najavljivali proljeće. Običaj je ostao, prilagodio se trenutku pa danas Grobnički dondolaši dondolaju tijekom mesopusta, pozivajući na zabavu i veselje. Organiziraju mnoge zanimljive manifestacije, a najpoznatija je međunarodna smotra zvončara Grobnišćina zvoni koja svake godine okupi nekoliko stotina zvončara iz mnogih europskih zemalja.

##### Zatancajmo po domaći
Svake godine u Dražicama se održava međunarodna smotra folklora Zatancajmo po domaći. Riječ je o jednom od najprepoznatljivijih kulturnih događaja u općini Jelenje na kojem se svake godine okupi gotovo 500 folkloraša iz mnogih europskih zemalja. Svrha je manifestacije njegovanje kulturne baštine, tradicije te narodnih plesova i pjesama.
Organizator smotre je Kulturno-umjetničko društvo Zvir, društvo zavidne međunarodne reputacije, veliki promicatelj i njegovatelj kulturnoga naslijeđa grobničkoga kraja te nositelj gotovo svih kulturnih događanja u općini Jelenje. 

##### Zvuki armonike
Zvuki armonike održavaju se svake godine, posvećeni su uspomeni na vrsnoga grobničkoga harmonikaša i skladatelja Igora Valića. Cjelovečernji koncert iz godine u godinu privlači sve veći broj harmonikaša i drugih glazbenika, ponajprije iz Hrvatske i Slovenije, ali i drugih europskih zemalja.

##### Balinjerada va Jelenju
Zanimljiva karnevalska manifestacija na kojoj se natjecatelji utrkuju s vozilima na kugličnim ležajima (balinjerama). Njihova su alegorijska kola najčešće maštovita parodija na aktualni društveni trenutak.

##### Grobnički tići kantaju
Dječji festival koji popularizira hrvatske tradicijske pjesme i druge napjeve iz bogate nacionalne glazbene baštine. Svrha mu je i promovirati mlade grobničke pjevačke talente.

##### Feral ki j pušćal sinjal
Cjelodnevni program posvećen grobničkim, ali i svim drugim mlikaricama iz okruženja koje su ne tako davno pješice nosile mlijeko u Rijeku kako bi pomogle prehraniti obitelj. Povodom toga organizira se sajam i kulturno-zabavni program na Trgu mlikarice, Dražice.

##### Martinja
Proslava Sv. Martina, zaštitnika vinara i vinogradara. U sklopu Martinje u Dražicama se organizira degustacija vina lokalnih vinara te prigodne izložbe mladih grobničkih umjetnika, a sve je oplemenjeno i nekom humanitarnom akcijom.

##### Božić u Jelenju
Božićno-novogodišnji program započinje Badnjakom na Trgu, manifestacijom kojom se najavljuje božićno svetkovanje, dijeli se kuhano vino i kroštule, pleše i pjeva. Tu su i božićni koncerti KUD-a Zvir te drugi progodni programi.

## Vanjske poveznice
- Naše Jelenje – zajedno unaprijedimo naš zavičaj
- Službeni portal Općine Jelenje
- Turistička zajednica Općine Jelenje
- Župa sv. Mihovila u Jelenju  Arhivirana inačica izvorne stranice od 19. srpnja 2013. (Wayback Machine)